# Марсельская чума
Марсе́льская чума́ (фр. Peste de Marseille) — эпидемия бубонной чумы в Марселе и ряде городов Прованса в 1720—1722 годах. В результате заболевания погибло до 100 тысяч человек.

## Начало распространения
Через Марсель, являвшийся портовым городом, шла значительная часть торговли со странами восточной части Средиземного моря (Левант) и Северной Африки. Прибывавшие товары затем распространялись по всей Франции. На входе в старый порт было расположено полицейское учреждение, отвечавшее за санитарный контроль. Корабли, прибывавшие из Леванта, помещались на карантин на острове Помег, где товары подвергались проверке. Люди окуривались ароматическими травами в закрытых помещениях.
25 мая 1720 года в городской порт прибыло из Сирии торговое судно «Гран Сен-Антуан», которое перед этим заходило в Сеид, Триполи и на Кипр. В пути, начиная с Ливорно, на судне погибло 6 человек, однако врачи посчитали причиной смерти употребление некачественной пищи. Сардинские власти отказались допустить судно в порт Кальяри. Через 2 дня после прибытия в Марсель на корабле погиб 1 человек. Его смерть не была признана чумой, так как у местных медиков, никогда не встречавшихся с этой болезнью, не хватило квалификации, чтобы поставить верный диагноз. В июне погибло ещё несколько человек, включая несколько портовых работников и членов их семей. Муниципальные власти первоначально пытались сохранить известие в тайне, чтобы не вызвать паники и не повредить торговле.

## Эпидемия
В июле число погибших стало расти, и прибывшие врачи из Парижа и Монпелье объявили болезнь чумой. 31 июля парламент Экс-ан-Прованса объявил город карантинной зоной, марсельцам было запрещено покидать его территорию, а жителям Прованса въезжать в него. Жан-Батист Шато — владелец прибывшего судна был арестован. Его судили, признали виновным и приговорили к смертной казни. Но казнить не успели, незадолго до исполнения приговора он умер в марсельской тюрьме от чумы.
Эпидемия быстро распространилась по городу, больные умирали от бубонной чумы через 2—5 суток после заболевания. В начале и разгаре эпидемии не было ни одного случая выздоровления, выздоровевшие стали появляться лишь к концу эпидемии. Положение осложнялось недостатком продовольствия, ростом преступности и беспорядками. Французский историк Жан Делюмо писал, что «среди населения наблюдались всеобщие излишества, лихорадочная распущенность и ужасающее растление».
На улицах появились тысячи трупов, которые некому было убирать. Для их уборки властями было привлечено 698 каторжников.
Вокруг заражённой местности была возведена каменная стена (Mur de la peste) высотой 2 м и толщиной 70 см с постами охраны. Нарушение карантина каралось смертной казнью.
С октября 1721 года эпидемия пошла на спад, что выразилось в уменьшении числа заболевших и появлении выздоровевших. В декабре эпидемия прекратилась, хотя отдельные случаи заболевания отмечались в 1722 году. По разным оценкам, из 90-тысячного населения города погибло от 40 до 64 тысяч человек.
Чума распространилась в других областях Прованса. В октябре 1720 года эпидемия началась в городе Экс-ан-Прованс, к марту 1721 года здесь погибло 18 тысяч жителей. В город Арль заболевание проникло в ноябре 1720 года. В сентябре 1721 года погибло около 43% жителей (более 10 из 23 тысяч человек населения). В начале 1721 года чума дошла до Тулона, где погибло 20 из 26 тысяч жителей.

## Реакция в других странах
Известие о чуме в Марселе вызвало обеспокоенность в Европе. Англия и Голландия прекратили торговлю с Францией. Все корабли из Средиземного моря проходили карантин. Аналогичные меры были приняты в Пруссии. В Швеции сжигались все товары, привезённые из стран Средиземноморья.
В сентябре 1720 года российский посланник в Париже сообщил о чуме во Франции властям России. Пётр I приказал адмиралтейству и коммерц-коллегии подвергать санитарному досмотру корабли из Франции, прибывающие в Ригу, Ревель и Архангельск. В 1721 году был запрещён вход любых французских судов во все российские порты.
На сухопутной границе были установлены заставы с карантинными пунктами, где были должны «гореть огни, чтобы проезжих чрез те огни… о той моровой язве расспрашивать под смертною казнью». Пограничные власти получили инструкции, «как поступать должно при получении первых сведений о моровом поветрии из соседних государств». Прибывающие из заражённых регионов задерживались на заставах. В случае проникновения болезни предписывалось сжигать дома вместе со скотом, а людей помещать в карантин.
Сведений о проникновении чумы на территорию России в данный период не имеется, хотя в черновике «Ведомостей» за 1720 год было обнаружено сообщение «по некоторым ведомостям из Царя-града от 27 июня видится, что моровое поветрие много там бедства чинит, и что ежели оно там продолжится, то султанский двор принуждён будет выехать оттоль вон; оное поветрие распространяется в Могилёве и во многих местах в Подолии». В газете эта информация не появилась, однако о природе вспышки заболевания в Могилёве-Подольском на Днестре нет дополнительных данных.